# Línea C-6 (Cercanías Valencia)
La línea C-6 de Cercanías Valencia recorre 77 km a lo largo de la Comunidad Valenciana (España) entre Valencia-Norte y Castellón de la Plana. Da servicio a los municipios de Valencia, Meliana, Albuixech, Masalfasar, El Puig, Puzol, Sagunto, Almenara, La Llosa, Chilches, Moncófar, Nules, Villavieja, Alquerías del Niño Perdido, Burriana, Villarreal, Almazora y Castellón de la Plana.

## Recorrido
Partiendo de la estación del Norte de Valencia, la línea se dirige al sur en el haz común de líneas que salen de la misma hasta que se divide para dirigirse hacia el este por la línea Valencia-Tarragona del Corredor Mediterráneo. La primera estación, dentro de la ciudad de Valencia, es Fuente San Luis, situada en la zona sur, antigua estación de clasificación habilitada como estación de cercanías. Pasada la misma, la línea gira hacia el norte y pasa por un tramo en túnel donde se encuentra la estación de Valencia-Cabañal, en el barrio de Cabañal-Cañamelar de Valencia.
Saliendo del tramo en túnel y del término municipal de Valencia, tiene su primera estación en el núcleo de Roca del término municipal de Meliana. A continuación discurre por el término de Albuixech, donde tiene la siguiente estación entre el casco urbano y el polígono industrial.
El siguiente municipio atravesado por la línea con estación, que sirve como PAET del Corredor Mediterráneo, es Masalfasar, donde la estación se encuentra a unos 300-400 m del casco urbano y a 1 km del polígono industrial.
La línea continúa su recorrido por Puig y Puzol, con una estación en cada municipio situadas en el borde este del casco urbano la primera y el extremo norte la segunda. A continuación se introduce en el término municipal de la ciudad de Sagunto, donde tiene la siguiente estación dentro del casco urbano. En esta estación se separa de la línea C-5. Antes de abandonar el término municipal de Sagunto, tiene una estación cerca de Benifairó de los Valles y de Faura con el nombre de Les Valls.
Los siguientes municipios atravesados por la línea, ya en la provincia de Castellón, son Almenara, La Llosa y Chilches, con una estación en cada uno dentro del casco urbano.
A continuación la línea se coloca en el límite entre los términos municipales de Vall de Uxó y Moncófar, con una estación ubicada a 1 km de este último, aunque en el término municipal de Nules.
La siguiente estación se encuentra junto al casco urbano de Nules, ciudad núcleo de comunicaciones de la Plana Baja. Esta estación es de las más concurridas de la línea C6, y es utilizada por vecinos de poblaciones cercanas por sus buenas comunicaciones. La siguiente está junto al casco urbano de Alquerías del Niño Perdido, y a una distancia corta de Burriana, por lo que también tiene el nombre compuesto de Burriana-Alquerías del Niño Perdido.
La línea se introduce a continuación en el término municipal y casco urbano de Villarreal, donde tiene la siguiente estación, y pasada ésta la penúltima estación situada junto al polígono industrial de Almazora, para introducirse en el túnel ferroviario de Castellón de la Plana, en el medio del cual se encuentra la estación de Castellón de la Plana, Final de algunos trenes de la línea, si bien la línea se amplió como ER02 hasta Vinaroz el 12 de noviembre de 2018.

## Historia
La historia de la línea se remonta a 1877, cuando se puso en servicio el tramo Valencia-Tarragona del Corredor Mediterráneo, infraestructura básica sobre la cual circulan los trenes de la línea entre Valencia y Castellón de la Plana. Esta línea ferroviaria fue electrificada entre 1973 y 1984, y a partir de 1992 se creó la línea de cercanías que usaba esta infraestructura.
La línea poseía las mismas estaciones salvo Valencia-Fuente San Luis, que fue añadida recientemente al rehabilitarse para viajeros, siendo anteriormente una estación de clasificación.
Desde el 12 de noviembre de 2018, un total de 8 trenes ampliaron su recorrido hasta la estación de Vinaroz, contando con un total de 12 trenes totales entre Valencia y Vinaroz contando los 3 Regionales de Tortosa (dos de ellos exprés y otro regional cadenciado con cercanías) y el Regional Exprés a Barcelona.  De esta manera el tramo entre Castellón y Vinaroz queda cubierto con trenes de cercanías después de las numerosas protestas por los vecinos de la zona por la insuficiencia de trenes que había cubriendo este tramo, aunque a efectos comerciales de renfe los vende como Regional pero circulando unidades de cercanías 447 para los trenes de la Línea C-6 / ER-02 y unidades 470 para los regionales expresos o el regional de Valencia-Tortosa cadenciado con cercanías.
En los planos de cercanías aparece el tramo Castellón-Vinaroz como línea ER-02 pero a efectos reales es simplemente una ampliación de la C-6 que queda fuera del tramo de la red de cercanías, ya que ese tramo es gestionado por Renfe Media Distancia aplicándose dicha tarifa para ese tramo, pero en todas las estaciones instalaron máquinas de venta de cercanías con venta de billetes de regional e incluso en las pantallas de salidas y llegadas vienen configurado estos trenes como un cercanías.
Desde el 30 de octubre hasta el 2 de noviembre de 2024, a consecuencia de las graves inundaciones acontecidas en la provincia de Valencia, el servicio en esta línea fue suspendido.

## Frecuencias y servicios
La línea tiene un intervalo que oscila entre los 20 minutos y la hora entre tren y tren, reduciéndose los fines de semana a los 60 minutos de media. El servicio no es igual en todas estaciones, siendo los apeaderos de Roca-Cúper, Masalfasar, Los Valles, La Llosa y Moncofa los lugares en donde efectúa parada un menos número de trenes. También dan servicio a la línea los trenes de la serie 470, los cuales cubren los servicios regionales Valencia - Tortosa y Valencia - Barcelona, así como los autobuses sustitutorios que ha puesto Renfe en horas punta para paliar la falta de trenes. 12 trenes diarios circulan entre Valencia-Norte y Vinaroz, con trenes de la serie 447 de Cercanías. Excepcionalmente también se suelen utilizar trenes civia de la serie 464, pero solo en ocasiones muy excepcionales.

### CIVIS
En esta línea circulan 7 trenes CIVIS entre Valencia y Castellón de la Plana en cada sentido con el siguiente esquema de paradas:
- Valencia-Norte
- Valencia-Fuente San Luis
- Valencia-Cabañal
- Puzol
- Sagunto
- Nules
- Villarreal
- Castellón de la Plana

Desde la reducción de trenes de verano de 2015 hasta el 12 de noviembre de 2016 no circuló ningún tren Civis, parando todos los trenes en prácticamente todas las estaciones.
Desde el 12 de noviembre de 2018, 1 de los 7 CIVIS amplió su recorrido hasta Vinaroz, efectuando parada en todas las estaciones entre Castellón y Vinaroz y entre Castellón y Valencia el esquema actual.

## Ampliaciones
Está prevista la construcción de un túnel pasante a través de la ciudad de Valencia que permita a la línea C-6, así como al resto, acceder a través del norte de la ciudad a la estación central que sustituirá a la actual terminal de Valencia-Norte con nuevas paradas como Aragón o Tarongers-Universidades.